# Anchonomonoides expansus
Anchonomonoides expansus är en insektsart som beskrevs av Capener 1972. Anchonomonoides expansus ingår i släktet Anchonomonoides och familjen hornstritar. Inga underarter finns listade i Catalogue of Life.